# Bundesstraße 279
De Bundesstraße 279 is een 120 kilometer lange bundesstraße in de Duitse deelstaten Hessen en Beieren.
De weg begint bij Döllbach aan de B27 en eindigt bij Breitengüßbach aan de A73.

## Routebeschrijving
De B279 begint in de aansluiting Fulda-Süd met de A66 en de B27 waarna de B27/B279 samenlopen door tot in het noorden van de deelgemeente Döllbach van Eichenzell. Hier slaat de B279 op een kruising oostwaarts af en kruist vrij kort na het begin de A7 zonder afrit. De weg loopt door de Rhön, een middelgebergte, en passeert Gersfeld net ten oosten van Gerfeld steekt men zowel de Schwedenschanze een 715m hoge pas over, dit is tevens de Waterscheiding tussen Wezer en Rijn. Iets verder naar het oosten bereikt men de deelstaatsgrens met Beieren.
Beieren
Men passeert Bischofsheim an der Rhön waar de B278 aansluit. De weg voert zuidoostwaarts langs Bad Neustadt an der Saale en kruist afrit Bad Neustadt an der Saale   de A71. De weg loopt daarna door Regierungsbezirk Untetfrakenranken. Men komt door Wülfershausen an der Saale, Saal an der Saale, Großeibstadt, Bad Königshofen im Grabfeld, Untereßfeld, Obereßfeld,Ermershausen, Maroldsweisach, Voccawind. Ten zuidoosten van Vaccowind kruist men de B303. Vervolgens komt men nog door Pfaffendorf, Junkersdorf, Pfarrweisac, Ebern, Rentweinsdorf, Reckendorf, Reckenneusig en Baunach om bij afrit Breitengüßbach-Mitte aan te sluiten op de A73.

## Geschiedenis
De B278 is vanwege zijn ligging bij de voormalige grens tussen de DDR en de Bondsrepubliek nooit van doorgaand belang geweest en is derhalve ook niet bijzonder uitgebouwd, zo hebben de meeste plaatsen geen rondweg.

## Verkeersintensiteiten
In 2010 reden dagelijks 1.100 voertuigen bij Bischofsheim an der Rhön en 900 voertuigen ter hoogte van de grens met Hessen. Dit stijgt naar maximaal 7.200 voertuigen in Hilders, om dan weer te dalen naar 2.200 voertuigen op de grens met Thüringen. Het noordelijkste deel in Thüringen telt 3.100 voertuigen.
B1 · B3 · B7 · B8 · B9 · B10 · B26 · B27 · B35 · B37 · B38 · B39 · B40 · B41 · B42 · B43 · B43a · B44 · B45 · B47 · B48 · B49 · B50 · B51 · B52 · B53 · B54 · B55 · B55a · B56 · B56n · B57 · B58 · B59 · B61 · B62 · B63 · B64 · B65 · B66 · B66n · B67 · B68 · B70 · B80 · B83 · B84 · B219 · B220 · B221 · B223 · B224 · B225 · B226 · B227 · B228 · B229 · B230 · B231 · B233 · B234 · B235 · B236 · B237 · B238 · B239 · B241 · B249 · B250 · B251 · B252 · B253 · B254 · B255 · B256 · B257 · B258 · B259 · B260 · B261 · B262 · B263 · B264 · B265 · B266 · B267 · B268 · B269 · B270 · B271 · B272 · B274 · B275 · B277a · B278 · B279 · B284 · B288 · B323 · B324 · B326 · B327 · B399 · B400 · B403 · B405 · B406 · B407 · B409 · B410 · B411 · B412 · B413 · B414 · B416 · B417 · B418 · B419 · B420 · B421 · B422 · B423 · B424 · B426 · B427 · B428 · B429 · B448 · B449 · B450 · B451 · B452 · B453 · B454 · B455 · B456 · B457 · B458 · B459 · B460 · B469 · B473 · B474 · B475 · B476 · B477 · B478 · B479 · B480 · B481 · B482 · B483 · B484 · B485 · B486 · B487 · B488 · B489 · B499 · B504 · B506 · B507 · B508 · B509 · B510 · B511 · B513 · B514 · B515 · B516 · B517 · B519 · B520 · B521 · B525 · B528 · B611
B2 · B2a · B2R · B3 · B4 · B4R · B8 · B10 · B11 · B12 · B13 · B13n · B14 · B15 · B15n · B16 · B17 · B18 · B19 · B20 · B21 · B22 · B23 · B25 · B26 · B26a · B27 · B28 · B28a · B29 · B30 · B31 · B31a · B32 · B33 · B33a · B34 · B35 · B36 · B37 · B38 · B38a · B39 · B44 · B45 · B47 · B85 · B89 · B131n · B173 · B276 · B278 · B279 · B285 · B286 · B287 · B289 · B290 · B291 · B292 · B293 · B294 · B295 · B296 · B297 · B298 · B299 · B300 · B301 · B302 · B303 · B304 · B305 · B306 · B307 · B308 · B309 · B310 · B311 · B312 · B313 · B314 · B315 · B316 · B317 · B318 · B319 · B340 · B378 · B388 · B415 · B425 · B426 · B462 · B463 · B464 · B465 · B466 · B467 · B468 · B469 · B470 · B471 · B472 · B491 · B492 · B500 · B505 · B512 · B523 · B532 · B533 · B535 · B588 · B999